# Искра
«Искра» (укр. «Іскра») — газета марксистського спрямування, центральний друкований орган Російської соціал-демократичної робітничої партії (РСДРП). Виходила в 1900–1905 роках.

## Історія
Уперше видана 11 грудня (24 грудня за новим стилем) 1900 року. «Искру» видавали за кордоном Російської імперії — у Лейпцигу, Мюнхені, Лондоні, Женеві. Наклад газети становив 6—8 тисяч, а окремих чисел — 10 тисяч примірників.
Особливу увагу «Искра» приділяла розвиткові революційного руху в Україні. Так, від грудня 1900 року до жовтня 1903 року газета надрукувала близько 500 статей і повідомлень про політичне й економічне становище в Україні. Така увага не була випадковою, оскільки саме через Україну проходило кілька основних маршрутів, якими газету, а також листівки, брошури і журнал «Заря», які видавала редакція «Искры», доставляли у великі промислові регіони Російської імперії.
1903 року серед членів редакції газети стався розкол на ґрунті вибору між радикалізмом (більшовики) і поміркованістю (меншовики) в редакційній політиці. Гору взяли меншовики.
У жовтні 1905 року видання газети було припинено.